# Terminológiaelmélet
A terminológiaelmélet vagy röviden terminológia a szakszókinccsel foglalkozó alkalmazott nyelvészeti diszciplína.

## A terminológia hármas értelmezése
A terminológia értelmezése hármas: elmélet, módszertan, szakszókincs-gyűjtemény. Előfordul, hogy az elmélet elkülönítése végett a terminológiaelmélet vagy terminológiatan elnevezéseket is alkalmazzák, de a leggyakoribb a terminológia megnevezés használata. Ebben az értelemben a terminológia alatt nem a szaknyelvkutatás egy szűk területét, hanem a terminológia elméletét és módszertanát, és ezek  alkalmazását értjük. A szaknyelvkutatás és a terminológia eredeti kiindulópontja ugyanis más. Míg a szaknyelvkutatás a szaknyelveket (szakszókincset, grammatikai szerkezeteket, stílust stb.) elsősorban nyelvészeti rendszerező megközelítéssel elemzi, addig a terminológia a wüsteri alapelvekre építve a fogalmi rendszerhez illeszkedő terminusokat és azok rendszerét vizsgálja, és nem tekint el a nyelv és a szakismeretek egységétől (lásd még Soglia 2002: 10; Tamás 2014: 16; Wüster 1974, 1991). Napjainkban is Eugen Wüstert (1898-1977) tekintik a modern terminológia atyjának.

## A terminológia és a lexikográfia kapcsolata, a terminológia alkalmazási területei
A terminológia a lexikográfiához, azaz a szótártanhoz hasonlóan alkalmazott nyelvészeti diszciplína. A lexikográfiával ellentétben azonban kizárólag a szakszókinccsel foglalkozik. A gyakorlatban napjainkban elsősorban a szakszókincs modern elektronikus adatbázisokban való – nyelvészeti és számítógépes módszerek segítségével történő – feldolgozásával, annak szabványosításával, harmonizációjával, nyelvpolitikai (lásd Dél-Tirol, Katalónia) vonatkozásaival foglalkozik. A terminológiai szempontok alapján feldolgozott szakszavakat terminológiai adatbázisokban teszik közzé. A lexikográfia műfaja az elektronikus szótár (Sermann-Tamás 2013) .

## A terminológiai adatbázisok
A terminológiai adatbázisok elsőként műszaki cégeknél, az autóiparban, nemzetközi szervezeteknél jelentek meg, mert rengeteg plusz költséget okozott nem egységesített szakszókincs. Néhány példa ezekre: nemzetközi szervezetek EU (iate.europa.eu), ENSZ, FAO, WTO, UNESCO, ILO; informatikai, műszaki és egyéb üzleti cégek: IBM, SAP (www.sapterm.com); fordítóirodák: pl. Kanadai Központi Fordítóiroda ; közigazgatási hivatalok: pl. Svájci Kancellária ; kutatóintézeti, egyetemi projektek EOHS Term (eohsterm.org Archiválva 2021. szeptember 22-i dátummal a Wayback Machine-ben. Lásd még: terminológiamenedzsment .

## A terminológus feladatai
A terminológusok feladata a szakszókincs összegyűjtése, kidolgozása, rendszerezése, rögzítése és közzététele. A munka végzéséhez speciális nyelvészeti és számítógépes kompetenciákra van szükség. A terminológia saját szemléletmóddal rendelkezik, amelynek elvei és módszerei bármilyen szakszókincs kezelésére alkalmazhatók. A kurzusokon ezek elsajátítása folyik. Mivel a terminológus számára a szakszó mint nyelvi jel és a mögötte lévő fogalom szoros egységet képez, ezért mindig tárgyi szakirodalom és szakemberek ismeretére épít (ez utóbbi szakmai konzultáció keretében vagy nyelv és szakmai terminológiai munkacsoport létrehozásával történik, amikor a terminológus koordinátorként is működhet).

## A terminológia alapfogalmai
A terminológia alapfogalmai a terminus (szakszó) által jelölt fogalom, a fogalmat leíró definíció, a terminológiai vizsgálatok alapja a fogalmak közti ekvivalencia (egyenértékűség) vizsgálata (lásd még Fóris 2005, Tamás 2014). 

## A terminológia és a nemzetközi szabványosítás (ISO), nemzetközi szervezetek
Eugen Wüster tevékenységét az ISO (International Organization for Standardization) nemzetközi szervezete is elismerte azzal, hogy 1947-ben létrehozta az ISO/TC 37-es számú műszaki bizottságot (lásd Fóris-Sermann 2010:47, Tamás 2014: 41-42, Zabóné 2012: 277), amelynek titkárává őt választották. Szintén Wüster érdeme a terminológiai rendezésre irányuló UNESCO program elfogadása, amelynek köszönhetően 1971-ben megalakult a bécsi központú Infoterm (International Information Centre for Terminology), amely mind a mai napig jelentős nemzetközi terminológiai központ .

## Az EU-terminológia magyarítása
Az EU-terminológia magyarításának vitafóruma, a HUTERM. Az EU 2005-ben mintegy 500 magyar nyelvészt alkalmazott közvetve vagy közvetlenül. A fordítók, jogász-nyelvészek, tolmácsok és korrektorok valamint célközönségük: az EU-szakértők, kormányzati döntéshozók, EP-képviselők, újságírók és újságolvasók 2003 óta internetes fórumon vitatják meg egymással terminológiai problémáikat, közösen keresik az új EU-terminusok legtalálóbb magyar megfelelőit. A fórum címe: http://groups.yahoo.com/group/HUterm/
E vitafórumnak és általában a hazai szakértők és az uniós fordítók, terminológusok, tolmácsok közötti kapcsolatnak két szempontból is kiemelt jelentősége van. Egyrészt Magyarország EU-csatlakozását követően a fordítási és terminológiai munka az európai uniós intézményekbe tevődött át, így minden, a hazai és az uniós kapcsolatokat erősítő együttműködésnek jelentősége van. Másrészt az európai integráció a magyarban is egy sajátos nyelvezetet eredményez, amelynek nagy része a folyamatosan születő új, uniós terminusokban érhető tetten. E terminusok magyar megfelelőinek kialakítása fordítási révén történik, hiszen az uniós hivatalos nyelvi státusz de facto fordítási kötelezettséget jelent. A fordítás és terminológia és az EU-terminológia sajátosságairól lásd részletesen Fischer 2018a, 2018b. Az EU 24 nyelvű hivatalos terminológiai adatbázisáról (iate.europa.eu) pedig Lesznyák 2010.